# 呪われた夜 (曲)
「呪われた夜」 (のろわれたよる、原題： One of These Nights) は、1975年に発表されたイーグルスのアルバム第4作『呪われた夜』のタイトル曲。

## 概要
作詞作曲はドン・ヘンリー、グレン・フライ。イントロのベースとギター、ファンキーなリズムにアレンジしたのは、ドン・フェルダー。リード・ボーカルはドン・ヘンリー。1975年5月19日、シングルA面として発売された。B面はドン・フェルダーがリード・ボーカルをとる「ヴィジョンズ」。
「我が愛の至上」に続き、2作目の全米1位を獲得を果たした。
2017年11月24日発売の『ホテル・カリフォルニア』40周年記念エクスパンデッド・エディションのボーナスディスクに、1976年10月20日公演のライブ・バージョンが収録された｡